# 秀麗花磚螺
秀麗花磚螺（学名：Mesophora tessellatus）为左錐螺科玄珠螺屬下的一个种。